# NGC 7
NGC 7 ist eine Balken-Spiralgalaxie vom Hubble-Typ SBc im Sternbild Bildhauer am Südsternhimmel. Sie ist schätzungsweise 67 Millionen Lichtjahre von der Milchstraße entfernt und hat einen Durchmesser von etwa 65.000 Lj.
Das Objekt wurde am 27. September 1834 vom britischen Astronomen John Herschel entdeckt.